# Sparkassen Giro Bochum 2008
Lo Sparkassen Giro Bochum 2008, undicesima edizione della corsa, valido come evento dell'UCI Europe Tour 2008 categoria 1.1, si svolse il 3 agosto 2008 su un percorso di 175,2 km. Fu vinto dal tedesco Eric Baumann, che terminò la gara in 4h 01' 46" alla media di 43,48 km/h.
Al traguardo 81 ciclisti portarono a termine il percorso.

## Ordine d'arrivo (Top 10)
| Pos. | Corridore            | Squadra        | Tempo    |
| ---- | -------------------- | -------------- | -------- |
| 1    | Eric Baumann         | Sparkasse      | 4h01'46" |
| 2    | Christian Knees      | Team Milram    | s.t.     |
| 3    | Marcel Sieberg       | Team Columbia  | s.t.     |
| 4    | Robert Retschke      | Mapei          | s.t.     |
| 5    | Denys Kostjuk        | ISD-Sport      | s.t.     |
| 6    | David Hesselbarth    | Mapei          | s.t.     |
| 7    | Lars Petter Nordhaug | Joker-Bianchi  | s.t.     |
| 8    | Dennis Pohl          | 3C-Lamonta     | s.t.     |
| 9    | Hans Bloks           | Cycl. Jo Piels | s.t.     |
| 10   | Frederik Veuchelen   | Topsport Vl.   | s.t.     |